# Senátorské kluby v Senátu Parlamentu České republiky
Senátorské kluby slouží v Senátu Parlamentu České republiky ke sdružování senátorů, kteří patří do stejné politické strany nebo koalice. Reprezentují danou politickou stranu na parlamentní půdě a umožňují jí zde vystupovat jednotně a koordinovaně.
Každý senátor může být členem jen jednoho klubu a stejně tak každá politická strana může mít jen jeden senátorský klub (sloučený klub více politických stran je možný). Každý senátorský klub má svého předsedu, který jedná jeho jménem, a zastupující místopředsedy.

## Seznam senátorských klubů

### Současné kluby[1]
Senátorské kluby aktivní ve 15. funkčním období (tj. 2024–2026) Senátu PČR.
- Senátorský klub ODS a TOP 09
- Senátorský klub Starostové a nezávislí
- Senátorský klub KDU-ČSL a nezávislí
- Senátorský klub ANO 2011
- Senátorský klub SEN 21 a Piráti
- Senátoři nezařazení do klubu

#### Předsedové senátorských klubů
Zdeněk Nytra za Senátorský klub ODS a TOP 09
Jan Sobotka za Senátorský klub Starostové a nezávislí
Josef Klement za Senátorský klub KDU-ČSL a nezávislí
Jana Mračková Vildumetzová za Senátorský klub ANO a SOCDEM
Václav Láska za Senátorský klub SEN 21 a Piráti

### Bývalé kluby
Historická funkční období Senátu, seznam bývalých senátorů a příslušnost k senátorským klubům: